# Nymphaea minuta
Nymphaea minuta är en näckrosväxtart som beskrevs av K.C.Landon, R.A.Edwards och Nozaic. Nymphaea minuta ingår i släktet vita näckrosor, och familjen näckrosväxter. Inga underarter finns listade i Catalogue of Life.